# Thamniopsis utacamundiana
Thamniopsis utacamundiana là một loài rêu trong họ Pilotrichaceae. Loài này được (Mont.) W.R. Buck mô tả khoa học đầu tiên năm 1987.